# Lipinia semperi
Lipinia semperi är en ödleart som beskrevs av  Peters 1867. Lipinia semperi ingår i släktet Lipinia och familjen skinkar. IUCN kategoriserar arten globalt som otillräckligt studerad. Inga underarter finns listade i Catalogue of Life.